# Bozian Racing

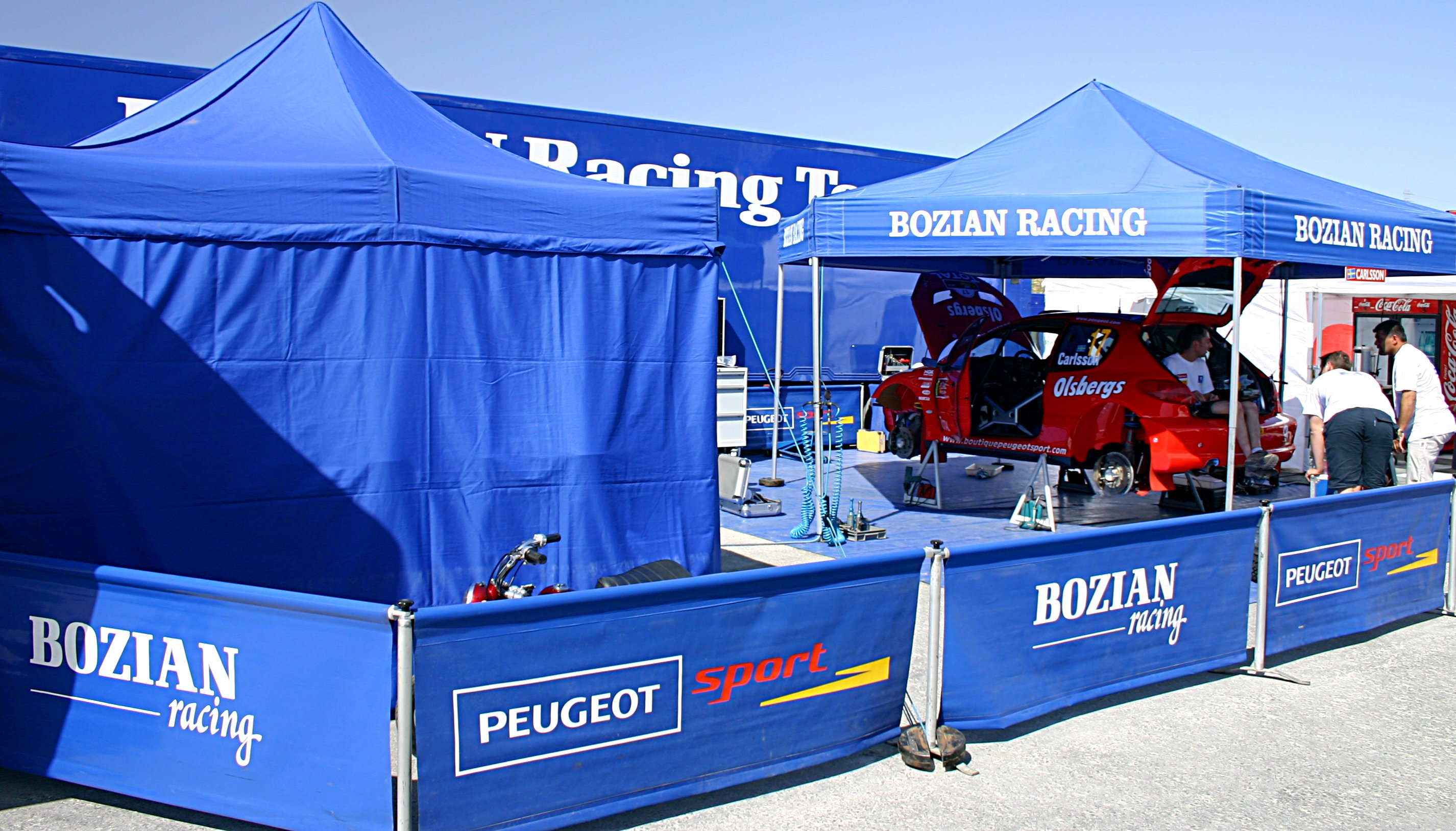
Le stand du Bozian Racing au Rallye de Chypre 2005

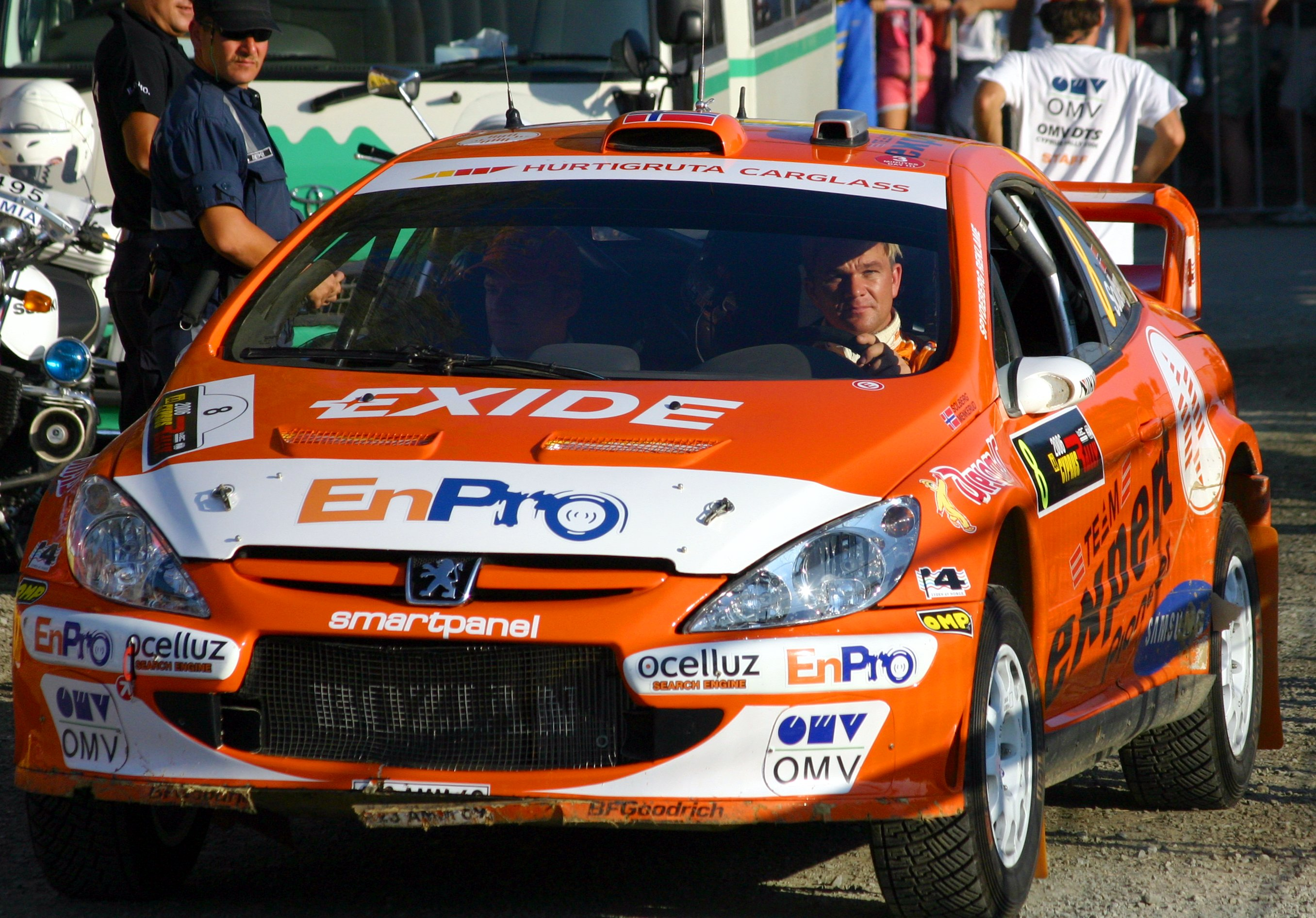
Henning Solberg au Rallye de Chypre 2006

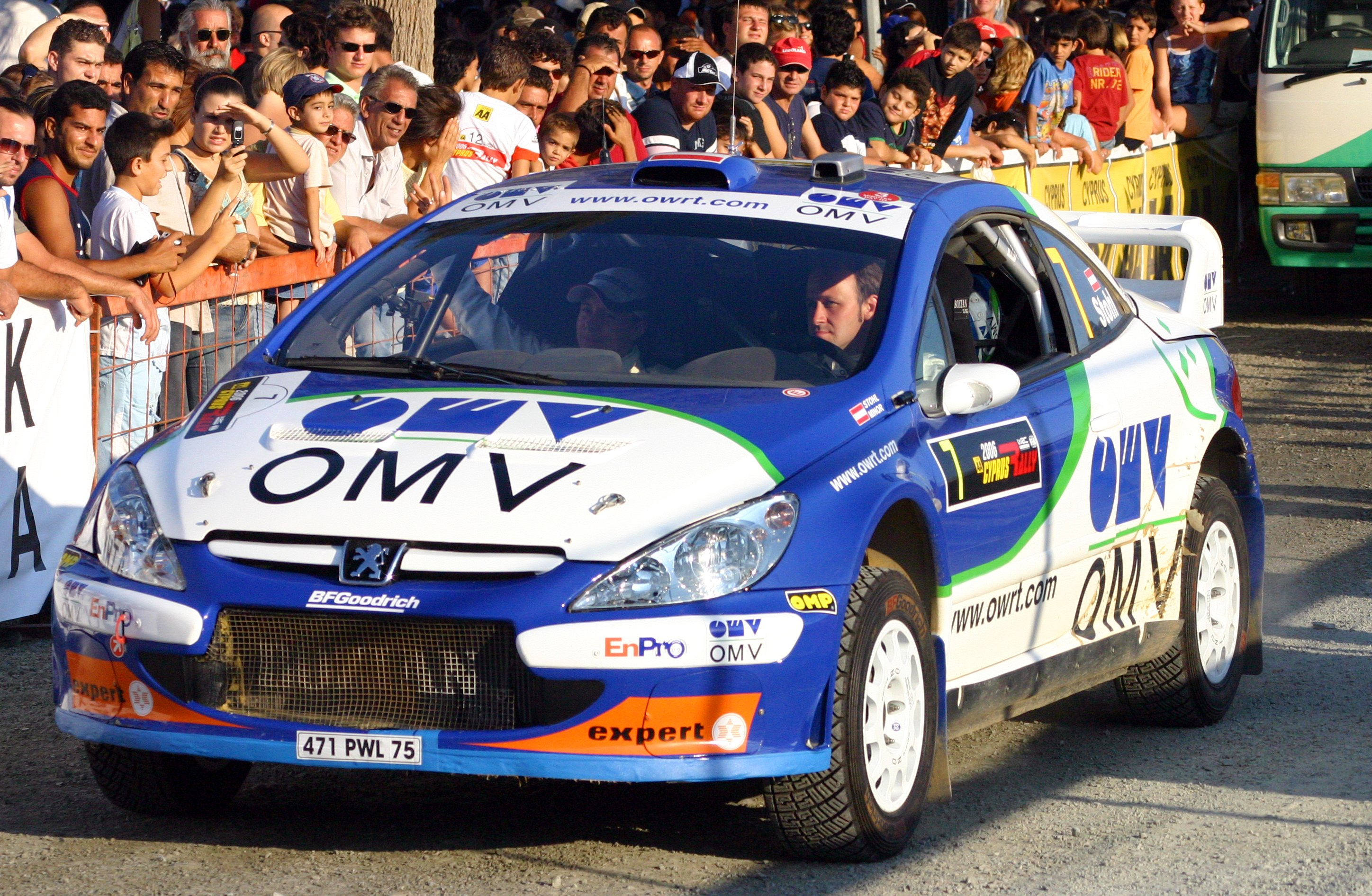
Manfred Stohl au Rallye de Chypre 2006

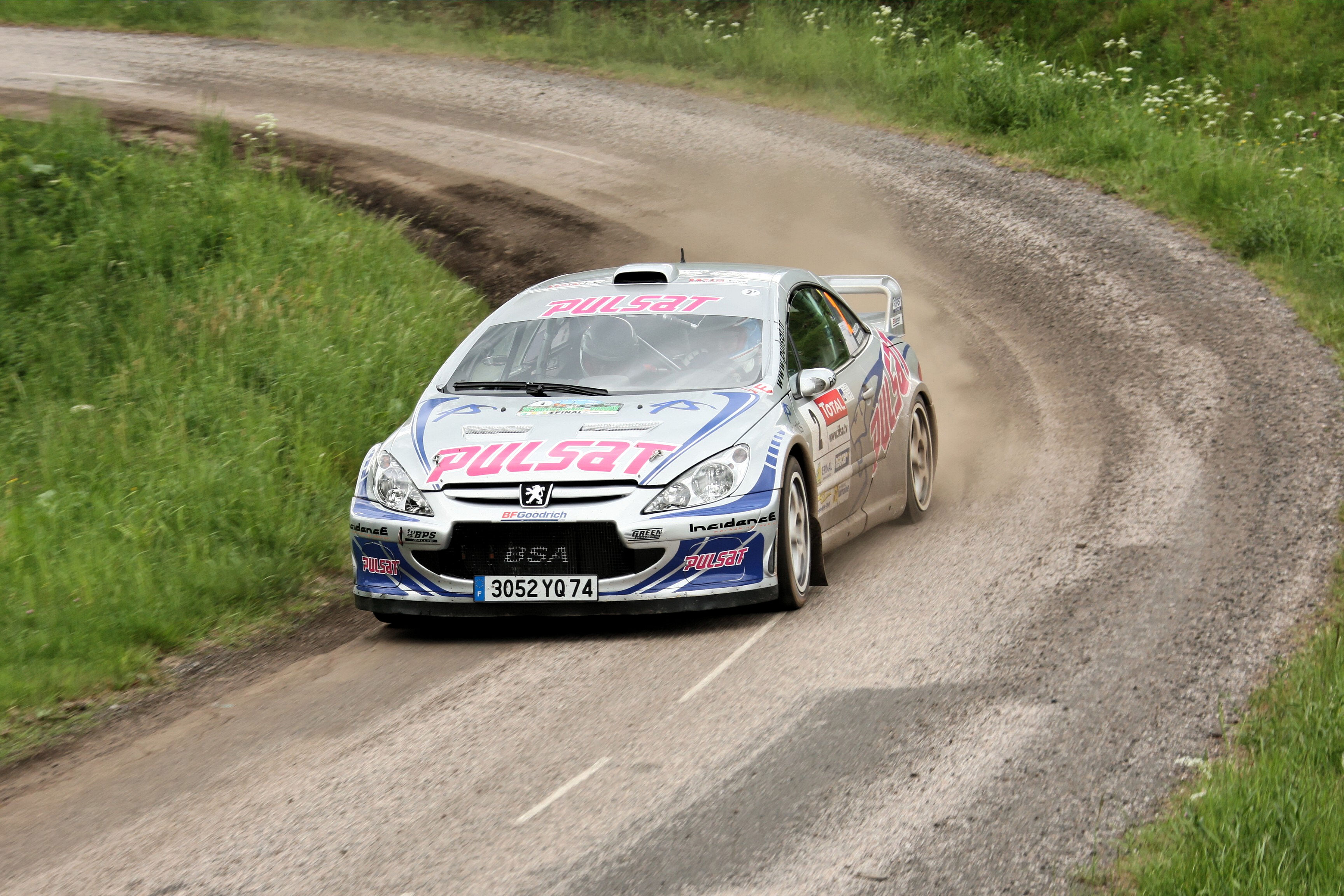
Dany Snobeck au Rallye Alsace Vosges 2008

Bozian Racing est une équipe française de sport automobile fondée en 1969 par Arthur Bozian. Bien qu'elle ait aussi couru sur circuit en Formule Renault, le rallye représente l'activité principale de l'équipe. 

## Histoire
Elle a longtemps été liée à Renault. En 2002, Bozian Racing est devenue l'équipe satellite de Peugeot Sport, en engageant notamment, sur plusieurs rallyes du WRC, certains pilotes officiels de la marque française tels que Gilles Panizzi, Harri Rovanperä et Cédric Robert. 
En 2006, l'équipe Bozian Racing prend, en quelque sorte, le relais de Peugeot Sport, qui s'est retiré du WRC au terme de la saison 2005, en engageant 2 Peugeot 307 WRC en catégorie Constructeur 2, confiées à l'Autrichien Manfred Stohl et au Norvégien Henning Solberg. Cela avec le soutien du pétrolier autrichien OMV et de l'importateur norvégien de Peugeot. Manfred Stohl a remporté la 2e place au rallye de Grande Bretagne en 2006 sur la Peugeot 307 WRC juste derrière Marcus Grönholm sur Ford Focus WRC.

## Palmarès
- Formule France[1] avec François Lacarrau en 1970 sur Martini MK4-Renault
- Championnat de France de Formule Renault avec Jacques Laffite en 1972 sur Martini MK8-Renault
- Challenge Européen de Formule Renault avec Didier Pironi en 1974 sur Martini MK14-Renault
- Formule Renault Europe avec René Arnoux en 1975 sur Martini MK15-Renault
- Vainqueur d'épreuves du Championnat du monde des rallyes avec Jean Ragnotti sur Renault 5 Turbo au Monte-Carlo en 1981 et au Tour de Corse 1982 et 1985, avec Joaquim Moutinho au Rallye du Portugal en 1986
- Vainqueur d'épreuves du Championnat du monde des rallyes 2.0 Litres avec Oriol Gomez au Rallye de Catalogne en 1994 et 1995 sur Clio Williams puis en 1996 sur Mégane Maxi
- Championnat de France des rallyes avec Jean Ragnotti en 1980 sur Renault 5 Alpine, Bruno Saby en 1981 sur Renault 5 Turbo, Jean-Luc Thérier en 1982 sur Renault 5 Turbo, Jean Ragnotti en 1984 sur Renault 5 Turbo
- Championnat de France des rallyes avec Nicolas Bernardi en 2005 sur Peugeot 206 WRC, Patrick Henry en 2007 sur Peugeot 307 WRC, Dany Snobeck en 2008 sur Peugeot 307 WRC